# Gargamelle

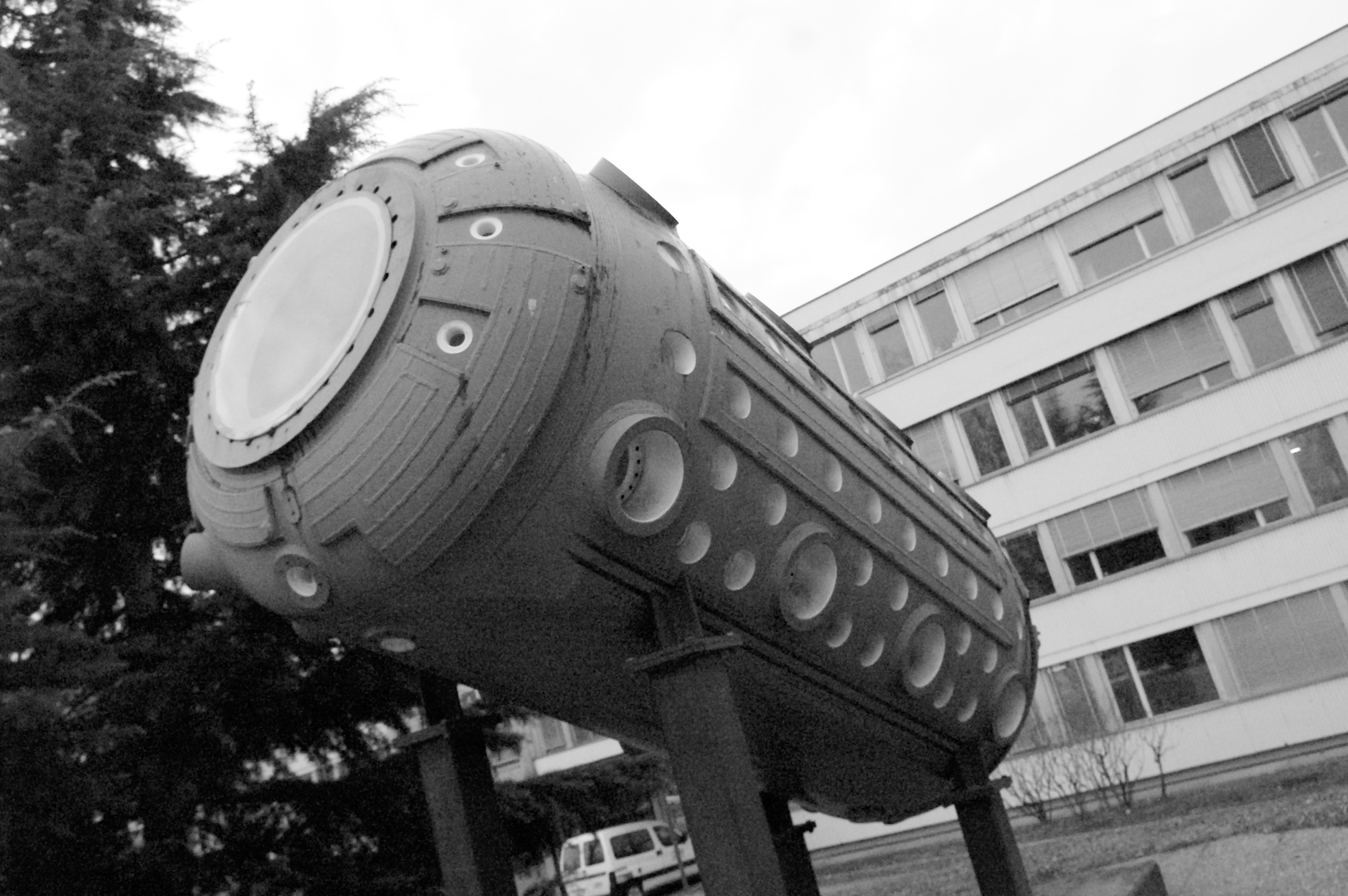
A Gargamelle detektor, most kiállítási darab a CERN-ben

A Gargamelle a CERN óriási részecskedetektora volt, amelyet főként neutrínók észlelésére terveztek. Közel 2 méter átmérőjű és 4,8 méter hosszú buborékkamra volt, amely 12 köbméter freont (CF3Br) tartalmazott. Sokáig működött a CERN két gyorsítója (szinkrotrona), a protonszinkrotron (PS) és a szuper protonszinkrotron (SPS) mellett.
1973-ban ezzel fedezték fel a semleges áramokat.
Az elnevezés a Gargamelle nevű óriás nevéből származik, aki Rabelais műveiben Gargantua anyja volt.